# Eristalinus
Genre
Espèces de rang inférieur
- Eristalinus aeneus (Scopoli, 1763)
- Eristalinus taeniops (Wiedemann, 1818)

Eristalinus est un genre d'insectes diptères du sous-ordre des Brachycera (les brachycères sont des mouches muscoïdes aux antennes courtes), de la famille des Syrphidae, de la sous-famille des Eristalinae.

## Liste des sous-genres et espèces
Les principales espèces sont les suivantes,,, :
Sous-genre : Eristalinus/Lathyrophthalmus (81 espèces; distribution mondiale introduite dans le Nouveau Monde et Australasie)
- Eristalinus aeneus (Scopoli, 1763)
- Eristalinus dissimilis (Adams, 1905)
- Eristalinus dulcis Karsch, 1887
- Eristalinus euzonus Loew, 1858
- Eristalinus flaveolus Bigot, 1880
- Eristalinus gymnops Bezzi, 1915
- Eristalinus melanops Karsch, 1887
- Eristalinus modestus (Wiedemann, 1818)
- Eristalinus myiatropinus (Speiser, 1910)
- Eristalinus punctulatus Macquart, 1847
- Eristalinus quinquelineatus (Fabricius, 1781)[5]
- Eristalinus sepulchralis (Linnaeus, 1758)[5]
- Eristalinus tabanoides (Jaennicke, 1867)
- Eristalinus trizonatus (Bigot, 1858)
- Eristalinus vicarians Bezzi, 1915
- Eristalinus xanthopus Bezzi, 1915

Sous-genre : Eristalodes (13 espèces; Paléarctique, Afrotropical, Oriental. Introduite dans le  Nouveau Monde)
- Eristalinus barclayi Bezzi, 1915
- Eristalinus fuscicornis (Karsch, 1887)
- Eristalinus megacephalus (Rossi, 1794)
- Eristalinus plurivittatus Macquart, 1855
- Eristalinus seychellarum Bezzi, 1915
- Eristalinus taeniops (Wiedemann, 1818)

Sous-genre : Helophilina (1 espèce; Afrotropical)
- Eristalinus taeniaticeps Becker, 1922

Sous-genre : Merodonoides (5 espèces; Afrotropical, Oriental)
- Eristalis circulis Curran 1931b

Sous-genre : Lathyrophthalmus selon NCBI (12 février 2023) :
- Eristalinus punctulatus
- Eristalinus quinquelineatus
- Eristalinus quinquestriatus

## Espèces européennes
Selon Fauna Europaea (12 février 2023) :
- Eristalinus aeneus
- Eristalinus megacephalus
- Eristalinus sepulchralis
- Eristalinus taeniops

## Galerie

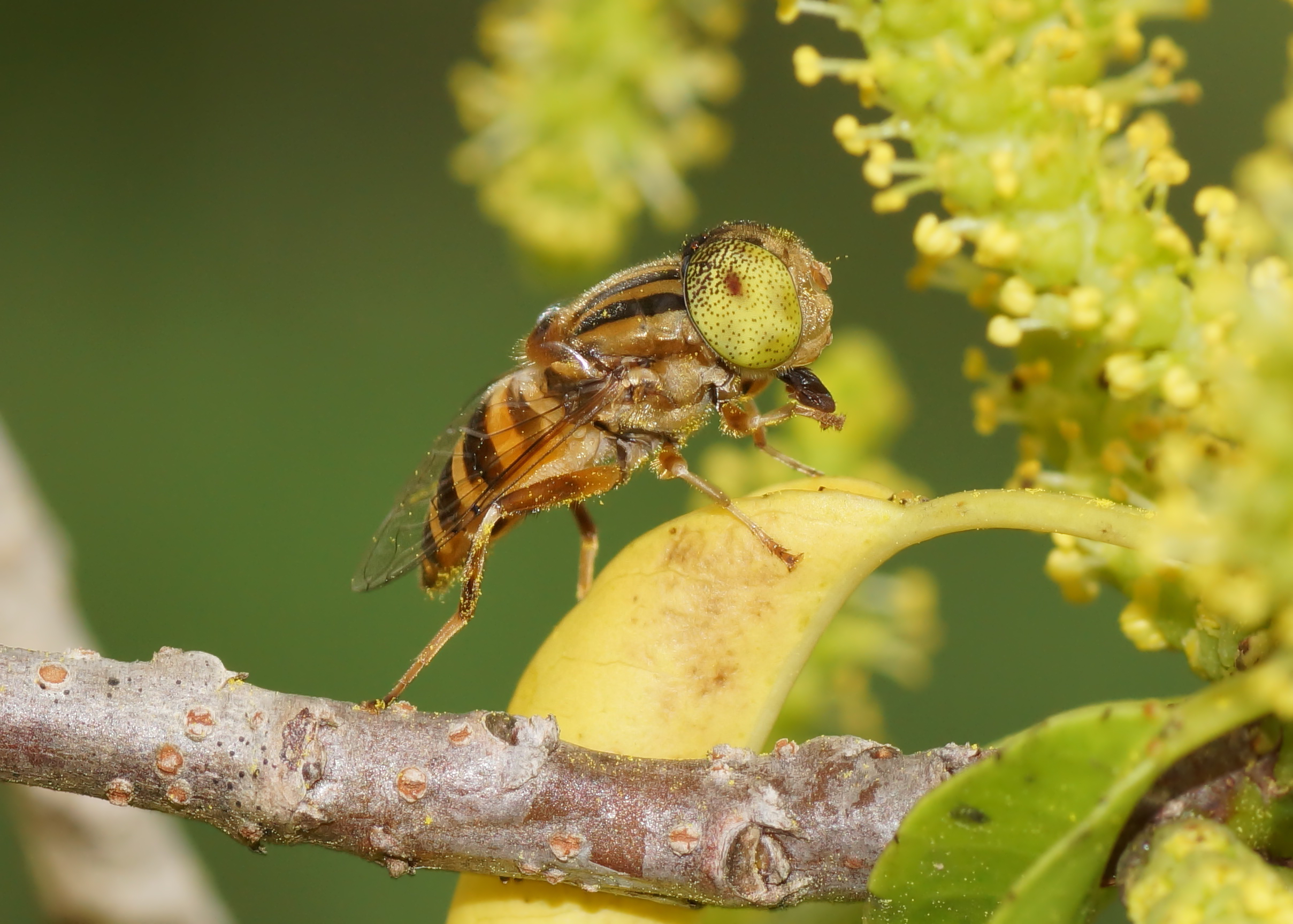
Eristalinus quinquestriatus
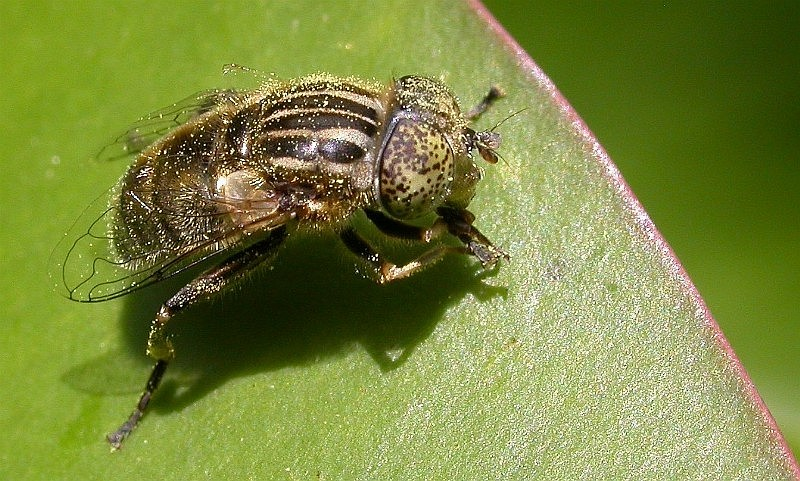
Eristalinus sepulchralis femelle
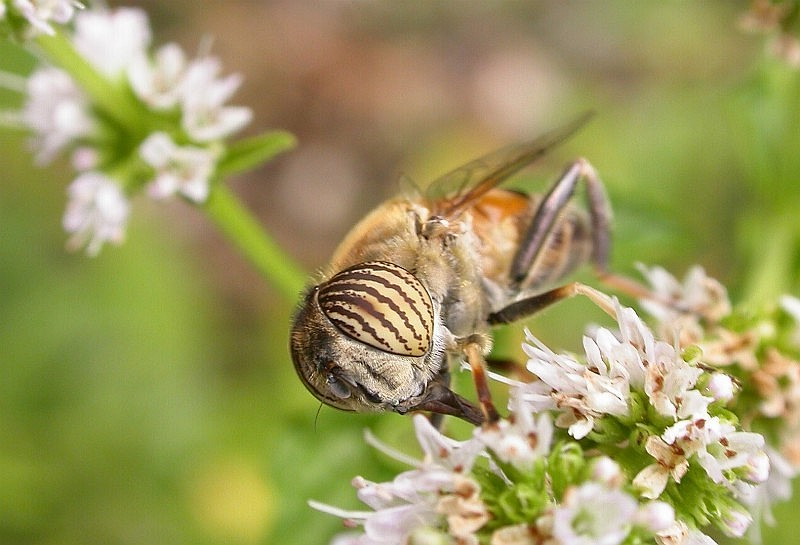
Eristalinus taeniops